# Toxorhynchites mariae
Toxorhynchites mariae är en tvåvingeart som först beskrevs av Bourroul 1904.  Toxorhynchites mariae ingår i släktet Toxorhynchites och familjen stickmyggor. Inga underarter finns listade i Catalogue of Life.